# San Paolo Maggiore
San Paolo Maggiore je bazilika u Napulju, južna Italija, i grobno mjesto Gaetana Thienea, poznatog kao Sveti Cajetan, utemeljitelja Reda redovnih klerika (ili Teatinaca). Nalazi se na Piazza Gaetano, oko 1-2 bloka sjeverno od Via dei Tribunali.

## Povijest
Crkva u baroknom stilu nalazi se na mjestu hrama Dioskura iz 1. stoljeća. Crkva je podignuta na ruševinama tog hrama. Crkva je zauzimala prostor iza pronaosa hrama. Prednji dio potonjeg, uključujući šest stupova i trokutasti timpanon, bio je vidljiv do 1688., kada ga je uništio potres. Sadašnja crkva uključuje dva korintska stupa iz antičke građevine. Nezgrapno stoje ispred, povezani krhkom gredom koja strši s pročelja. Crkva podignuta ovdje u 8.-9. stoljeću bila je posvećena sv. Pavlu kako bi se proslavila pobjeda Napuljskog vojvodstva protiv pljačkaša Saracena 574. godine.
Godine 1538. zgrada je ustupljena svetom Kajetanu i njegovom redu teatinaca. Cajetan je bio u Napulju šest godina radeći na izgradnji svog reda. Teatski svećenik i arhitekt Francesco Grimaldi projektirao je susjednu kuću za narudžbu. Početkom 1580-ih započela je generalna obnova crkve podizanjem transepta i poligonalne apside. Slijedila je lađa koju je izgradio Gian Battista Cavagni. Prolazi koje je dizajnirao Giovan Giacomo di Conforto datiraju od 1625. nadalje. Kako je zgrada napredovala, dekorirana je i ukrašena, osobito od Massima Stanzionea koji je oslikao strop broda nizom platna koja prikazuju događaje iz života svetog Pavla. Prigodom kanonizacije utemeljitelja Reda, svetog Kajetana, Dionisio Lazzaro je neuspješno spojio zidom pročelje sa stupovima hrama, zbog čega se zgrada urušila 1688. godine.
Uređenje se nastavilo u 18. stoljeću s, između ostalih, Domenico Antoniom Vaccarom i Francescom Solimenom, koji su ponovno upotrijebili mramorne elemente iz antičkog zdanja za novi pločnik i pilastre lađe.
Crkva je teško oštećena savezničkim bombardiranjem 1943. godine, što je uzrokovalo gotovo potpuno uništenje freski Massima Stanzionea.

## Interijer
Unutrašnjost je u tlocrtu latinskog križa. Lađa ima ostatke Stanzioneovih freski s prikazima Povijesti sv. Pavao i Petar. Ostale freske Francesca Solimena mogu se vidjeti u sakristiji. U lađi se nalazi i kip Anđela čuvara (1712.) Domenica Antonija Vaccara. Značajne su kapele Firrao di Sant'Agata i Madonna della Purità, posebno po svojim mramornim ukrasima, koje datiraju iz 17. stoljeća. Glavni oltar izrađen je 1775.-1776. prema nacrtu Ferdinanda Fuge .

## Klaustar
Klaustar je sagrađen tijekom teatinske rekonstrukcije kasnog 16. stoljeća, zauzimajući nekadašnji poganski hram. Predvorje koristi stupove preuzete iz nekadašnje paleokršćanske crkve; sam klaustar ima kvadratni tlocrt sa, u središtu, bunarom poduprtim malim stupovima.
Freske na zidovima, od kojih se jedna pripisivala Aniellu Falconeu, nestale su.

## Galerija
- Detalj korintskog stupa
- Detalj glavnog vanjskog stubišta
- Bočno stubište
- Središnji brod
- Detalj interijera
- Arhitektonski detalji iz hrama Dioskura iz Andree Palladija, Četiri knjige o arhitekturi, Venecija 1570.
- Fasada San Paolo Maggiore prije i poslije kolapsa 1688. (iz Celana 1692.)
- Vaccarov kip anđela
- Grobni spomenik talijanskog matematičara Nicole Fergola (1753.-1828.)

## Vanjske poveznice
|  | Zajednički poslužitelj ima još gradiva o temi San Paolo Maggiore |